# Зинфандел
Зинфандел (Zinfandel) е червен винен сорт грозде, произхождащ от Италия и Хърватия, широко разпространен и в САЩ. Малки насаждения има и в Австралия, ЮАР, Мексико, Чили и Бразилия.
Познат е и с наименованията: Примитиво (Италия), Crljenak, Pribidrab и Плавац Велики (Хърватия).
Сортът е сравнително устойчив на болести, непретенциозен и дава високи добиви. Лесно се приспособява към различни почвено-климатични условия. В някои страни (Италия) дава и втора реколта.
Гроздовете са средни до едри, малко или много цилиндрични по форма, сбити. Зърната са средни до едри по размер, закръглени, със забележим, кафяв белег на върха.
От Зинфандел се произвеждат висококачествени розови и червени вина с ярък цвят и забележителни сортови характеристики. Често се купажира с други тъмночервени сортове: Аликант Буше, Сира и други. В Централна Калифорния го обезцветяват и ароматизират с добавяне на Бял мускат или Ризлинг и произвеждат бледо-розовото вино „White Zinfandel“ (Бял Зинфандел). От гроздето се правят и пенливи вина, но с променлив успех.